# Katarzyna Czapla
Katarzyna Natalia Czapla (ur. 1 kwietnia 1985) – polska aktorka filmowa i teatralna, lektorka.
Odtwórczyni roli Elżbiety Łokietkówny w serialu Korona królów.

## Filmografia (wybór)
- 1997–2018: Klan jako Jowita Kapner, analityk w „Banku TEC”
- 2003–2018: Na Wspólnej jako pielęgniarka
- 2004–2018: Pierwsza miłość jako Helena, była narzeczona Cezarego Gruzika
- 2007: M jak miłość jako dziewczyna zainteresowana kupnem mieszkania Marty
- 2011, 2012: Na dobre i na złe jako recepcjonistka w firmie farmaceutycznej, później jako Asia
- 2014: Służby specjalne jako Ewa, żona właściciela koncernu
- 2014: Sama słodycz jako modelka
- 2014: Przyjaciółki jako dyrektor Pawlicka
- 2014: Ojciec Mateusz jako charakteryzatorka
- 2014: O mnie się nie martw jako sekretarka notariusza Ignaszka
- 2014, 2015: Blondynka jako ekolożka Julka
- 2014: Baron24, odc. 26; Ja, Baron
- 2015: Moje córki krowy jako pielęgniarka na OIOM-ie
- 2016: Pitbull. Nowe porządki jako Andzia, żona „Maho”
- 2016: Bodo jako Ewa
- 2017: Botoks jako kobieta dokonująca aborcji płodu z zespołem Downa
- 2018–2020: Korona królów jako Elżbieta Łokietkówna, siostra Kazimierza III Wielkiego
- 2018: Botoks jako kobieta dokonująca aborcji; dwa odcinki
- 2020: Negocjator jako dziennikarka
- 2021: Stulecie winnych jako aktorka, odc. 31, 32

## Projekty teatralne
- 2006: Wigilia jako Kaśka, Teatr Nowy w Warszawie
- 2007: Kassandra jako Klitajmestra, Teatr Nowy w Warszawie
- 2007: Przyszli, żeby zobaczyć poetę jako reporterka
- 2008: Głębia, Teatr Sztuki Mimu w Warszawie
- 2008: Paw Królowej jako narrator, Teatr Nowy w Warszawie
- 2009: Niepokój, Teatr Sztuki Mimu w Warszawie
- 2009: Pokojówki jako Solange, Teatr Rampa w Warszawie
- 2010: Współistnienie, Centralny Basen Artystyczny w Warszawie
- 2011: Pułapka jako Józia i Jana Słowik, Teatr Studio w Warszawie
- 2011: Zima w czerwieni jako Christina, Teatr Rampa w Warszawie
- 2011: Meritum/Essence, Teatr Sztuki Mimu w Warszawie
- 2012: Pracownia Ludica 2, Sala El Taller w Madrycie
- 2012: Końce świata jako Nadja, Teatr Hoteloko w Warszawie
- 2015: Rodzina jako Marysia, Mazowiecki Instytut Kultury w Warszawie